# Michael Kazin
Michael Kazin (Nueva York, 6 de junio de 1948) es un historiador y profesor universitario estadounidense.

## Biografía
Kazin nació en Nueva York aunque se crio en Nueva Jersey. Obtuvo una licenciatura en Estudios Sociales en Harvard, un máster en Historia en la Universidad Estatal de Portland y un doctorado en Historia en Stanford. Como estudiante de Harvard fue líder en Students for a Democratic Society y brevemente miembro de la facción Weatherman.
Kazin es profesor de Historia moderna en la Universidad de Georgetown y codirector, junto con Michael Walzer, de la revista estadounidense Dissent, prestigiosa publicación de pensamiento intelectual progresista. Con anterioridad ha sido profesor de la American University, profesor de Estudios estadounidense en la Universidad de Utrecht y ha dado conferencias y cursos en Europa, Japón y Rusia.
Su obra se centra en la historia de la política y los movimientos sociales de Estados Unidos, con especial referencia al populismo. El profesor Kazin es columnista habitual en The New Republic On-Line y escribe regularmente para The New York Times y The Washington Post, entre otros. Entre sus libros destacan: American Dreamers: How the Left Changed a Nation, que se publicó en 2011, The Populist Persuasion: An American History, además de America Divided: The Civil War of the 1960s, que escribió conjuntamente con Maurice Isserman y War Against War: The American Fight for Peace, 1914-1918. También editó el libro In Search of Progressive America, Americanism: New Perspectives on the History of an Ideal con Joseph McCartin, así como The Princeton Encyclopedia of American Political History.
Entre los reconocimientos recibidos se encuentran la Beca Guggenheim (2004), la Cátedra John Adams de Estudios Estadounidenses y de Conferencias Distinguidas o el Premio Herbert Gutman al mejor libro de historia publicado por la University of Illinois Press (1988).